# Palaemnema melanostigma
Palaemnema melanostigma – gatunek ważki z rodziny Platystictidae. Występuje na terenie Ameryki Południowej.